# Petagnaea gussonei
La falsa sanicola (Petagnaea gussonei (Spreng.) Rauschert, 1982) è una pianta appartenente alla famiglia delle  Apiaceae (o Umbelliferae), endemica della Sicilia. È l'unica specie del genere Petagnaea. Trae il nome dal botanico napoletano Vincenzo Petagna.

## Descrizione

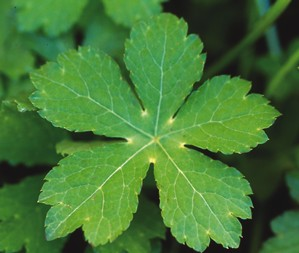

È una pianta perenne, rizomatosa, alta 10–45 cm.

Nel periodo invernale la pianta è poco appariscente: presenta foglie palmate, che si dipartono direttamente dalla radice rizomatosa, quasi appiattite sul terreno. Nel periodo primaverile (maggio e giugno) dal rizoma si diparte uno stelo, con foglie peduncolate, sulle cui cime si forma una infiorescenza con piccoli fiori di colore bianco.

## Distribuzione e habitat
Segnalata per la prima volta nel vallone Calagna (Tortorici), in un'area contigua ma esterna al parco dei Nebrodi, la P. gussonei è stata successivamente individuata anche in alcune aree all'interno del Parco quali il torrente Fiumetto, contrada Cufò e contrada Tonacelle (Galati Mamertino), nel bosco di Mangalaviti (Longi), e in contrada Acquasanta (Tortorici).
Prospera in vicinanza di sorgenti e ruscelli di montagna, tra 400 e 800 m di quota, all'ombra della fitta vegetazione di querce (Quercus pubescens) e noccioli (Corylus avellana).
Può essere considerata una specie relitta dell'antica flora dell'era terziaria che decine di milioni d'anni fa popolava la zona.

## Tassonomia
Giovanni Gussone, che la descrisse, la dedicò al botanico napoletano Vincenzo Petagna latinizzando il nome in Petàgnia. Il termine specifico saniculaefolia, da lui utilizzato, faceva riferimento alla forma delle foglie, simili a quelle della Sanicula europaea. Per tale motivo viene indicata con il nome comune di "falsa sanicola".
Le vicende nomenclaturali relative alla denominazione della specie sono assai singolari e riportate con chiarezza da Adriano Soldano in un lavoro del 1993 riportato in bibliografia: la denominazione della specie è stata definitivamente modificata da Rauschert nel 1982 in Petagnaea gussonei (Sprengel) Rauschert.
La nuova combinazione binomiale modifica il nome del genere utilizzato da Gussone in Petagnaea, come corretto da Caruel già nel 1894, e il termine specifico in gussonei, dal binomio Sison gussonei assegnato da Sprengel alla specie pochi mesi prima di Gussone. Petagnaea sostituisce Petagnia, nome già utilizzato da Rafinesque nel 1814 per un altro genere appartenente alle Solanaceae.
I nomi Petagnea o Petagna a volte utilizzati sono pertanto da considerarsi non validi.
Dal punto di vista filogenetico costituisce un taxon molto isolato, con qualche affinità con alcune specie del genere Sanicula dell'Asia centro-orientale e del Nord America.

## Conservazione
Per la ristrettezza del suo areale la P. gussonei è considerata una specie in pericolo di estinzione (Endangered) ed è stata inserita dalla IUCN nella lista delle 50 specie botaniche più minacciate della area mediterranea.